# جيرالدين لابالوس
جيرالدين لابالوس (بالفرنسية: Géraldine Lapalus)‏ (مواليد 8 نوفمبر 1979 في مارسيليا ، فرنسا) هي ممثلة وعارضة فرنسية.

## روابط خارجية
- جيرالدين_لابالوس على موقع IMDb (الإنجليزية)
- جيرالدين_لابالوس على موقع ألو سيني (الفرنسية)